# Слюсаренко Артем Олександрович
Арте́м Олекса́ндрович Слюсаре́нко (нар. 25 листопада 1984 — пом. 4 лютого 2015) — солдат Збройних сил України, учасник російсько-української війни.

## Життєпис
Закінчив криворізьку ЗОШ № 123, працював гірником на шахті «Гвардійська».
У часі війни — майстер-гранатометник взводу технічного забезпечення 1-го механізованого батальйону, 17-та окрема танкова бригада.
Помер 4 лютого 2015-го у Харківському шпиталі, куди був доправлений із зони бойових дій. Згідно з «Книгою пам'яті», загинув 4 лютого під час виконання бойового завдання.
Похований в місті Кривий Ріг, Центральне кладовище, Алея Слави.

## Нагороди
- За особисту мужність і самовіддані дії, виявлені у захисті державного суверенітету та територіальної цілісності України, нагороджений орденом «За мужність» ІІІ ступеня (31.01.2019, посмертно)[1].

## Вшанування
- нагороджений відзнакою міста Кривий Ріг «За заслуги перед містом» 3 ступеня (посмертно)
- у криворізькій школі № 123 відкрито меморіальну дошку честі випускника Артема Слюсаренка.